# Best Scandal
A Best Scandal (a borító írásmódja szerint BEST★SCANDAL) a Scandal japán együttes bemutatkozó stúdióalbuma, mely 2009. október 21-én jelent meg. A Best Scandal első kislemeze, a Doll 2008. október 22-én jelent meg. A soron következő kislemezek a Sakura Goodbye (2009. március 4.), a Sódzso S (június 17.) és a Jumemiru cubasza (október 14.) lettek. Az album limitált kiadásához mellékelt fotókönyvet, a Scandal by Scandalt az együttes tagjai fényképezték.
Az album népszerűsítésére First One-Man Live Tour néven tartottak egy koncertkörutat, melynek felvételei később Scandal First Live: Best Scandal 2009 néven DVD-n is megjelent.
A korong az ötödik helyen mutatkozott be az Oricon slágerlistáján a 28 772 eladott példányával, ezzel a Scandal lett az első lányzenekar a Zone óta (2002), amelynek bemutatkozó nagylemeze a legjobb öt között debütált. A lemezből összesen 52 956 példány kelt el Japánban, ezzel a 2009 197. legkelendőbb albumává vált. A Billboard Japan Top Albums listáján az ötödik helyezést érte el.

## Háátér
Az album első kislemeze, a Doll a Rank oukoku című televíziós műsor nyitódala volt 2009 novemberében és októberében, valamint a Break Point! sorozat záródala 2009 októberében. A második kislemez, a Sakura Goodbye Mecsa-mecsa iketeru! sorozat záródalaként volt hallható. A harmadik kislemez, a Sódzso S a Bleach animesorozat nyitódala volt a 215–242. epizódig, valamint a Bleach DS 4th: Flame Bringer videójáték főcímdala. A negyedik kislemez, a Jumemiru cubasza pedig az Ongaku szensi Music Fighter című műsor nyitódala volt 2009 októberében.
Az album ötezer példányra korlátozott fotókönyves kiadása már előrendelésben elfogyott, ezért még tízezer darabot nyomtak belőle.

## Kislemezek
A Doll jelent meg az album első kislemezeként. Az Oricon eladási listáján huszonhatodik, míg a Billboard Japan Hot 100 slágerlistáján az ötödik helyezést érte el. A számhoz készült, Ugichin-rendezte videóklip egy elhagyatott hangárban játszódik, ahol az együttes tagjai előadják a dalt, valamint játszanak a róluk mintázott Momoko babákkal.
- Doll (2008)
- Sakura Goodbye (2009)
- Sódzso S (2009)
- Jumemiru cubasza (2009)

Nem tudod lejátszani a fájlt?
Második kislemezként jelent meg a Sakura Goodbye. A dalt már egy évvel a megjelenése előtt is lehetett hallani, igaz akkor még Sakura néven és kissé eltérő kompozícióban. A szám a harmincadik helyen mutatkozott be az Oriconon, míg a Billboard Hot 100-on a huszonkettediken. A dalhoz készült, szintén Ugichin által rendezett klipben a zenekar egy üres iskolában látható lehulló cseresznyevirág szirmok (szakura) közepette. A szám az iskola elvégeztéről szól, ezért hullanak a cseresznyevirágok is, mivel annak virágzása általában egybeesik az új iskolai tanév kezdetével.
A Sódzso S lett az album harmadik kislemeze. Mivel a Bleach című világszerte népszerű anime tizedik nyitódalaként volt hallható, ezért jóval jobb fogadtatásban részesítette a hallgatóközönség; az Oricon eladási listáján a hatodik, míg a Billboard Hot 100 slágerlistáján a hetedik helyen mutatkozott be. Japánban a 2009-es év százkilencvennegyedik legsikeresebb kislemezévé vált, digitális úton is viszonylag jó eladásokat produkált; 2009 augusztusában a Recording Industry Association of Japan aranylemezzé minősítette a kislemezt, mivel azt több, mint százezren töltötték le. A dal klipjét ez alkalommal Sinagava Hirosi rendezte, aki a lányokat egy magániskola udvarában kérte fel a zenélésre. A videóban gondnokként megjelenik a Dzsicsó Kacsó komédista duó egyik tagja, Koumoto Dzsunicsi is. A klipben először látható a zenekar további klipjeire jellemző táncolás is, mely Ono Haruna nevéhez fűzhető.
Az album negyedik és egyben utolsó kislemezeként a Jumemiru cubasza jelent meg. Ez az Oricon eladási listáján tizenkettedik, míg a Billboard Hot 100 listáján a tizennegyedik helyezést érte el. A szám klipjét ismét Sinagava Hirosi rendezte, aki annak utolsó képsorain repülőgép-pilótaként meg is jelenik benne. A videó egy reptéren játszódik, ahol az együttes egy sárga repülőgép előtt adja elő a dalt. A Haruna által kiötlött táncolás ebben a klipben is megfigyelhető.

## Számlista
| CD (ESCL-3318 / ESCL-3316 / ESCL-3319) | CD (ESCL-3318 / ESCL-3316 / ESCL-3319)                               | CD (ESCL-3318 / ESCL-3316 / ESCL-3319) | CD (ESCL-3318 / ESCL-3316 / ESCL-3319) | CD (ESCL-3318 / ESCL-3316 / ESCL-3319) | CD (ESCL-3318 / ESCL-3316 / ESCL-3319) | CD (ESCL-3318 / ESCL-3316 / ESCL-3319) | CD (ESCL-3318 / ESCL-3316 / ESCL-3319) | CD (ESCL-3318 / ESCL-3316 / ESCL-3319) | CD (ESCL-3318 / ESCL-3316 / ESCL-3319) |
| #                                      | Cím                                                                  | Dalszöveg                              | Zene                                   | Hangszerelő                            | Hossz                                  |                                        |                                        |                                        |                                        |
| -------------------------------------- | -------------------------------------------------------------------- | -------------------------------------- | -------------------------------------- | -------------------------------------- | -------------------------------------- | -------------------------------------- | -------------------------------------- | -------------------------------------- | -------------------------------------- |
| 1.                                     | Scandal Baby                                                         | Ogava Tomomi, Tadzsika Juicsi          | Tadzsika Juicsi                        | Kavagucsi Keita, Tadzsika Juicsi       | 5:04                                   |                                        |                                        |                                        |                                        |
| 2.                                     | Sódzso S (少女S, ’Lányok’)                                           | Ogava Tomomi                           | Tadzsika Juicsi                        | Iidzsima Ken                           | 3:11                                   |                                        |                                        |                                        |                                        |
| 3.                                     | Doll                                                                 | Ogava Tomomi                           | Tokita Szatosi                         | Nisikava Szuszumu, Scandal             | 3:24                                   |                                        |                                        |                                        |                                        |
| 4.                                     | Koi mojó (恋模様, ’Szerelem minta’)                                  | Ono Haruna                             | Masterworks                            | Masterworks                            | 3:46                                   |                                        |                                        |                                        |                                        |
| 5.                                     | Jumemiru cubasza (夢見るつばさ, ’Álmodozás a szárnyakról’)           | Scandal, Hajama Aidzsi, [ubota Szacsio | Kubota Szacsio                         | Hosi Kacu                              | 3:46                                   |                                        |                                        |                                        |                                        |
| 6.                                     | Anata ga mavaru (アナタガマワル, ’Körülötted’)                       | Ogava Tomomi, Issiki Norijaszu         | Issiki Norijaszu                       | A×S×E                                  | 4:19                                   |                                        |                                        |                                        |                                        |
| 7.                                     | Space Ranger (スペースレンジャー)                                    | Ogava Tomomi, Ono Haruna               | Simohata Rjoszuke                      | Simohata Rjoszuke, Masterworks         | 3:31                                   |                                        |                                        |                                        |                                        |
| 8.                                     | Ring!Ring!Ring!                                                      | Szaszazaki Mami, Tadzsika Juicsi       | Tadzsika Juicsi                        | Tadzsika Juicsi                        | 3:45                                   |                                        |                                        |                                        |                                        |
| 9.                                     | Maborosi Night (マボロシナイト, ’Fantom éjszaka’)                    | Scandal, Iidzsima Ken                  | Iidzsima Ken                           | Iidzsima Ken                           | 3:50                                   |                                        |                                        |                                        |                                        |
| 10.                                    | Kimi to joru to namida (キミと夜と涙, ’Te, az éjszaka és a könnyek’) | Szuzuki Rina, Iidzsima Ken             | Iidzsima Ken                           | Egucsi Rjo                             | 4:22                                   |                                        |                                        |                                        |                                        |
| 11.                                    | Hitocu dake (ひとつだけ, ’Egyetlen’)                                 | Ono Haruna                             | Cutaja Kóicsi                          | Okubo Tomohiro                         | 3:20                                   |                                        |                                        |                                        |                                        |
| 12.                                    | Sakura Goodbye (SAKURAグッバイ, ’Viszlát cseresznyevirág’)           | Ogava Tomomi, Masterworks              | Masterworks                            | Kubota Kotaro                          | 3:57                                   |                                        |                                        |                                        |                                        |
| 13.                                    | Kageró (Album Mix) (カゲロウ-album mix-, ’Tiszavirág’)               | Ogava Tomomi, Masterworks              | Jin Nakamura                           | Jin Nakamura                           | 4:27                                   |                                        |                                        |                                        |                                        |
| 50:47                                  |                                                                      |                                        |                                        |                                        |                                        |                                        |                                        |                                        |                                        |

| DVD (ESCL-3493) | DVD (ESCL-3493) | DVD (ESCL-3493) | DVD (ESCL-3493) | DVD (ESCL-3493) | DVD (ESCL-3493) | DVD (ESCL-3493) | DVD (ESCL-3493) | DVD (ESCL-3493) | DVD (ESCL-3493) |
| #               | Cím | Rendező         | Hossz           |                 |                 |                 |                 |                 |                 |
| --------------- | --- | --------------- | --------------- | --------------- | --------------- | --------------- | --------------- | --------------- | --------------- |
| 1.              | Space Ranger klip (スペースレンジャー)                                                                                            | Ugichin         | 3:37            |                 |                 |                 |                 |                 |                 |
| 2.              | Koi mojó klip (恋模様, ’Szerelem minta’)                                                                                          | Ugichin         | 4:10            |                 |                 |                 |                 |                 |                 |
| 3.              | Doll klip | Ugichin         | 3:32            |                 |                 |                 |                 |                 |                 |
| 4.              | Sakura Goodbye klip (SAKURAグッバイ ’Viszlát cseresznyevirág’)                                                                    | Ugichin         | 4:09            |                 |                 |                 |                 |                 |                 |
| 5.              | Sódzso S klip (少女S, ’Lányok’)                                                                                                   | Sinagava Hirosi | 4:29            |                 |                 |                 |                 |                 |                 |
| 6.              | BEAUTeen!! klip | Tojoda Kjótaró  | 3:41            |                 |                 |                 |                 |                 |                 |
| 7.              | Jumemiru cubasza klip (夢見るつばさ ’Álmodozás a szárnyakról’)                                                                    | Sinagava Hirosi | 4:03            |                 |                 |                 |                 |                 |                 |
| 8.              | A debütálás előtt! Amerika–Franciaország–Hongkong – S.L Magic (デビュー直前!（アメリカ-フランス-香港）密着ドッキリ丸秘報告)       | Szumita Takuei  | 4:15            |                 |                 |                 |                 |                 |                 |
| 9.              | A debütálás előtt! Amerika–Franciaország–Hongkong – Koi no kadzsicu (デビュー直前!（アメリカ-フランス-香港）密着ドッキリ丸秘報告) | Szumita Takuei  | 4:45            |                 |                 |                 |                 |                 |                 |
| 10.             | Sódzso S werkfilm (少女S-メイキングの映像)                                                                                        |                 | 3:45            |                 |                 |                 |                 |                 |                 |
| 11.             | Jumemiru cubasza werkfilm (夢見るつばさ-メイキングの映像)                                                                         |                 | 5:39            |                 |                 |                 |                 |                 |                 |
| 46:00           | |                 |                 |                 |                 |                 |                 |                 |                 |

## Albumlistás helyezések és eladási adatok

### Slágerlistás helyezések
| Albumlista                    | Legjobb helyezés |
| ----------------------------- | ---------------- |
| Oricon napi albumlista        | 3                |
| Oricon heti albumlista        | 5                |
| Oricon havi albumlista        | 19               |
| Oricon év végi albumlista     | 197              |
| SoundScan albumlista (CD+DVD) | 10               |
| Billboard Japan Top Albums    | 5                |

### Oricon eladási adatok
| Megjelenés        | Oricon albumlista              | Legjobb helyezés | Első időegységnyi eladási adat | Összeladás | Hét    |
| ----------------- | ------------------------------ | ---------------- | ------------------------------ | ---------- | ------ |
| 2009. október 21. | Napi albumlista                | 3                | ?                              | 52 956     | 21 hét |
| 2009. október 21. | Heti albumlista                | 5                | 28 772                         | 52 956     | 21 hét |
| 2009. október 21. | Havi albumlista (2009 október) | 19               | 36 170                         | 52 956     | 21 hét |
| 2009. október 21. | Év végi albumlista (2009)      | 197              | 44 995                         | 52 956     | 21 hét |

## Megjelenések
| Régió                     | Dátum             | Formátum               | Kiadó     | Katalógusszám                                            |
| ------------------------- | ----------------- | ---------------------- | --------- | -------------------------------------------------------- |
| Hongkong                  | 2009. október 21. | CD, digitális letöltés | Epic/Sony | 88697603822 (CD) 88697613302 (CD+DVD)                    |
| Japán                     | 2009. október 21. | CD, digitális letöltés | Epic/Sony | ESCL–3316/7 (CD+DVD) ESCL–3318 (CD) ESCL–3319/20 (CD+PB) |
| Japán                     | 2009. november 7. | Kölcsönzői CD          | Epic/Sony | ESCL–3318 (CD)                                           |
| Dél-Korea                 | 2009. október 22. | CD, digitális letöltés | Epic/Sony | S50240C (CD)                                             |
| Tajvan                    | 2009. október 23. | CD, digitális letöltés | Epic/Sony | 88697603822 (CD)                                         |
| Szingapúr                 | 2009. november 3. | CD, digitális letöltés | Epic/Sony | 88697603822 (CD)                                         |
| Thaiföld                  | 2009. november 9. | CD, digitális letöltés | Epic/Sony | 88697603822 (CD)                                         |
| Franciaország             | 2010. május 26.   | CD                     | Wasabi    | 9102109 (CD)                                             |
| Franciaország             | 2012. október 7.  | Digitális letöltés     | Wasabi    | nincs                                                    |
| Argentína                 | 2011.             | Digitális letöltés     | Epic      | nincs                                                    |
| Amerikai Egyesült Államok | 2011.             | Digitális letöltés     | Epic      | nincs                                                    |
| Ausztrália                | 2011.             | Digitális letöltés     | Epic      | nincs                                                    |
| Brazília                  | 2011.             | Digitális letöltés     | Epic      | nincs                                                    |
| Chile                     | 2011.             | Digitális letöltés     | Epic      | nincs                                                    |
| Kanada                    | 2011.             | Digitális letöltés     | Epic      | nincs                                                    |
| Kolumbia                  | 2011.             | Digitális letöltés     | Epic      | nincs                                                    |
| Peru                      | 2011.             | Digitális letöltés     | Epic      | nincs                                                    |
| Új-Zéland                 | 2011.             | Digitális letöltés     | Epic      | nincs                                                    |
| Ausztria                  | 2012. október 7.  | Digitális letöltés     | Wasabi    | nincs                                                    |
| Bulgária                  | 2012. október 7.  | Digitális letöltés     | Wasabi    | nincs                                                    |
| Ciprus                    | 2012. október 7.  | Digitális letöltés     | Wasabi    | nincs                                                    |
| Csehország                | 2012. október 7.  | Digitális letöltés     | Wasabi    | nincs                                                    |
| Dánia                     | 2012. október 7.  | Digitális letöltés     | Wasabi    | nincs                                                    |
| Egyesült Királyság        | 2012. október 7.  | Digitális letöltés     | Wasabi    | nincs                                                    |
| Észtország                | 2012. október 7.  | Digitális letöltés     | Wasabi    | nincs                                                    |
| Finnország                | 2012. október 7.  | Digitális letöltés     | Wasabi    | nincs                                                    |
| Görögország               | 2012. október 7.  | Digitális letöltés     | Wasabi    | nincs                                                    |
| Hollandia                 | 2012. október 7.  | Digitális letöltés     | Wasabi    | nincs                                                    |
| Írország                  | 2012. október 7.  | Digitális letöltés     | Wasabi    | nincs                                                    |
| Lengyelország             | 2012. október 7.  | Digitális letöltés     | Wasabi    | nincs                                                    |
| Lettország                | 2012. október 7.  | Digitális letöltés     | Wasabi    | nincs                                                    |
| Litvánia                  | 2012. október 7.  | Digitális letöltés     | Wasabi    | nincs                                                    |
| Luxemburg                 | 2012. október 7.  | Digitális letöltés     | Wasabi    | nincs                                                    |
| Magyarország              | 2012. október 7.  | Digitális letöltés     | Wasabi    | nincs                                                    |
| Málta                     | 2012. október 7.  | Digitális letöltés     | Wasabi    | nincs                                                    |
| Németország               | 2012. október 7.  | Digitális letöltés     | Wasabi    | nincs                                                    |
| Norvégia                  | 2012. október 7.  | Digitális letöltés     | Wasabi    | nincs                                                    |
| Olaszország               | 2012. október 7.  | Digitális letöltés     | Wasabi    | nincs                                                    |
| Portugália                | 2012. október 7.  | Digitális letöltés     | Wasabi    | nincs                                                    |
| Románia                   | 2012. október 7.  | Digitális letöltés     | Wasabi    | nincs                                                    |
| Spanyolország             | 2012. október 7.  | Digitális letöltés     | Wasabi    | nincs                                                    |
| Svájc                     | 2012. október 7.  | Digitális letöltés     | Wasabi    | nincs                                                    |
| Svédország                | 2012. október 7.  | Digitális letöltés     | Wasabi    | nincs                                                    |
| Szlovákia                 | 2012. október 7.  | Digitális letöltés     | Wasabi    | nincs                                                    |
| Szlovénia                 | 2012. október 7.  | Digitális letöltés     | Wasabi    | nincs                                                    |